# Zeuxine assamica
Zeuxine assamica är en orkidéart som beskrevs av I.Barua och K.Barua. Zeuxine assamica ingår i släktet Zeuxine och familjen orkidéer.
Artens utbredningsområde är Assam (Indien). Inga underarter finns listade i Catalogue of Life.